# Бразильская кошачья акула
Бразильская кошачья акула (Scyliorhinus haeckelii) — малоизученный вид хрящевых рыб семейства кошачьих акул отряда кархаринообразных. Эндемик западной части Атлантического океана. Максимальный размер 35 см.

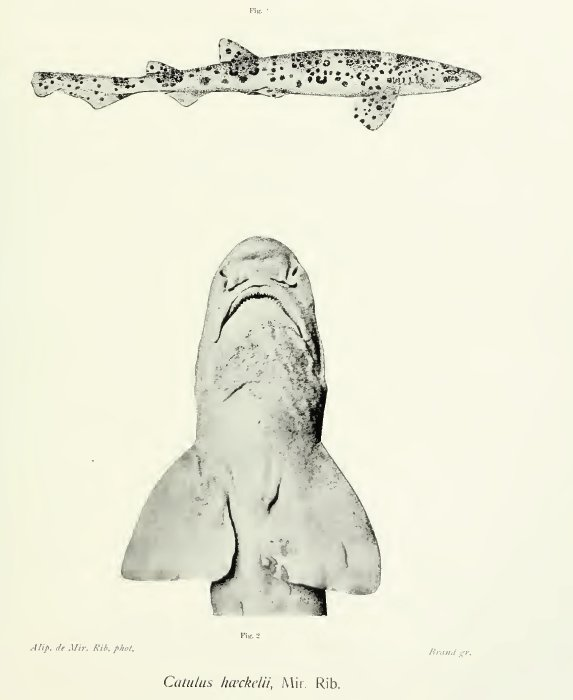
Иллюстрация из оригинального описания вида

## Таксономия
Впервые вид был описан в записках архивах Национального музея Рио-де-Жанейро в 1907 году. Голотип представляет собой неполовозрелого самца длиной 31,6 см, пойманного неподалёку от Рио-де-Жанейро на глубине 80 м. Вид назван в честь немецкого естествоиспытателя Эрнста Генриха Геккеля.

## Ареал
Бразильская кошачья акула является эндемиком западной части Атлантического океана, она встречается у побережья Бразилии на континентальном шельфе и в верхней части материкового склона на глубине 37—402 м.

## Описание
У бразильской кошачьей акулы довольно стройное тело. Ширина головы составляет 2/3 от её длины. Ноздри разделены кожаными складками. Второй спинной плавник меньше первого. Основание первого спинного плавника находится позади основания брюшных плавников, а основание второго спинного плавника — над последней третью основания анального плавника. Интердорсальное расстояние немного длиннее основания анального плавника. Довольно гладкая кожа покрыта маленькими плоскими плакоидными чешуйками. Спину покрывают 7 или 8 тёмных седловидных отметин, окружённых маленькими чёрными пятнышками. Светлые отметины отсутствуют. Средний размер не превышает 40 см. Максимальная длина 60 см.

## Биология
Бразильская кошачья акула размножается, откладывая яйца, заключённые в капсулу длиной 6—7 см и шириной 2—3 см. Размер новорожденных составляет 10—13 см.

## Взаимодействие с человеком
Этот вид не представляет опасности для человека. Коммерческой ценности не имеет. В качестве прилова может попадать в рыболовные сети. Данных для оценки статуса сохранности недостаточно.